# Sony Ericsson K750i
索尼爱立信K750i是索尼爱立信一款在2005年推出的手提電話，而W800i為K750i的Walkman版本，W800i與K750i只是外型不同，硬體則完全相同。它是Sony Ericsson K700i的延續，改良的版本為在2006年推出的Sony Ericsson K800i。K750i配有200萬像素鏡頭，位於手機背面，由一塊可移動的蓋掩保護。

## 規格

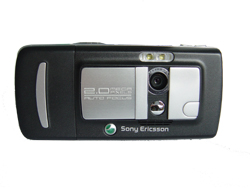
K750i機背的200萬像素CMOS鏡頭

### 數位功能
- 相機功能：200 萬像素 CMOS 感光元件
- 補光燈
- 數位變焦：4X 數碼變焦、自動對焦、圖片編輯器
- 30秒、無限時影片拍攝
- 影片播放：3GP、MP4
- 音樂播放：MP3
- 影音補充資料：Mega Bass等化器、 音樂播放、音樂編輯器／MIDI（音樂DJ）功能
- 記憶體：34 MB
- 記憶卡插槽：Memory Stick Pro Duo（可擴充記憶至8GB，建議擴充至2GB以下）

### 傳輸功能
- 藍芽、紅外線、USB傳輸
- 上網功能：GPRS Class 10（WAP 2.0）
- 多媒體訊息：MMS、EMS、SMS
- Email收發